# 上海軌道交通市域線
上海軌道交通市域線（シャンハイきどうこうつうしいきせん、中国語: 上海轨道交通市域线）は、中華人民共和国上海市の中心市街地と周辺郊外の新都市を結ぶ郊外路線の総称。上海軌道交通の地下鉄路線と共に上海市の軌道交通網の主要部分を構成している。

## 沿革
- 2012年9月28日 - 初の市域鉄道として、金山線が開業[2]。
- 2024年12月27日 - 機場連絡線が開業[3]。

## 建設計画

### 初期
1999年に上海市の地下鉄をフランスのSYSTRA社により計画された際、17路線の市域快速軌道線(市域快速轨道线)、都市地下鉄路線(市区地铁线)、都市ライトレール路線(市区轻轨线)という形で定義がなされ、そのうち現在の市域線に近い市域快速軌道線は4路線が計画された。その後2001年に上海市の規劃院と総合交通研究により具体化され将来的な路線網を、路線810km、駅を451箇所(そのうち乗換駅は91箇所、大規模な交通結節点を16箇所)と規定され、2001年に『上海市城市总体规划（1999年~2020年）』として国務院の承認を得た。
しかし、この計画を実行しようとした際には、16号線と既存の国鉄路線の改築により開業した金山線を除いては、1号線や2号線などの都市地下鉄路線により郊外の地域も含め高密度に駅が開業していた。既存の地下鉄路線が郊外に延伸するにつれ、郊外路線の役割も兼ねるようになったため、高速路線の建設が進まなかったことにより、中心都市から郊外の新都市への交通の遅さは依然として上海の都市交通の弱点となっている。上海市都市総合交通計画研究所(上海市城市综合交通规划研究所)により、2012年にも既存の地下鉄路線から独立した急行路線の建設が構想されることがあったが、正式な計画に組み組まれることはなかった。

#### その後の計画
2014年に、上海市交通発展白書(上海市交通发展白皮书)で発表された内容では、新たな都市計画のテーマの一つとして「各新都市は1本以上の都市間鉄道または軌道快線(市域線)を開通させ、特に重点的な新都市へは15分で市域軌道交通網に接続する」とした。2016年4月に上海市政府調達センター(上海市政府采购中心)によって、2025年までに建設すべき路線として嘉閔線、機場連絡線及び崇明線が示され、2016年8月に規土局によって16号線、17号線、崇明線を除いて、他の路線は市域鉄道方式を採用するとした。その後、2017年12月には国務院の承認を得て路線網計画线网规划)にて、計21路線、1157キロの路線を計画した。この計画では開業済みの路線や建設中、計画中の路線を含めた全ての路線が記されており、金山線、16号線、17号線、19号線(後の崇明線)も上海市域鉄路に含めた。

## 路線
| 路線名      | 起点駅／終点駅  | 起点駅／終点駅     | 開業日         | 最近調整日   | 駅数 | 営業キロ | 編成車両               | 所有者                                                                                    | 運営者                   |
| ----------- | --------------- | ------------------ | -------------- | ------------ | ---- | -------- | ---------------------- | ----------------------------------------------------------------------------------------- | ------------------------ |
| ■金山線     | 上海南          | 金山衛             | 2012年9月28日  | 2025年1月5日 | 9    | 56.4     | 市域C型車(8両編成)     | 上海南 - 新橋：国鉄 新橋 - 金山衛：上海金山鉄路有限責任公司(国铁51%、上海市49%の合弁企業) | 国鉄上海局集団南翔駅     |
| ■機場連絡線 | 虹橋2号航站楼駅 | 浦東1号2号航站楼駅 | 2024年12月27日 | -            | 7    | 58.5     | 市域鉄路C型車(4両/8両) | 上海申鉄投資有限公司                                                                      | 上海市域鉄路運営有限公司 |
| 合計        | 合計            | 合計               | 合計           | 合計         | 15   | 114.9    |                        |                                                                                           |                          |